# Auslastungsgrad
Unter dem Auslastungsgrad (englisch capacity utilization) versteht man in der Volkswirtschaftslehre das Verhältnis zwischen dem tatsächlichen und dem potenziellen Bruttoinlandsprodukt, ausgedrückt in Prozent. Sein Pendant in der Betriebswirtschaftslehre ist der Beschäftigungsgrad, doch wird dieser oft auch als Auslastungsgrad bezeichnet.

## Allgemeines
Der Auslastungsgrad ist eine relative Größe, weil zwei volkswirtschaftliche Kennzahlen einander gegenübergestellt werden. Das tatsächliche Bruttoinlandsprodukt ist die Summe aller in einem Staat in einem Jahr hergestellten Güter und Dienstleistungen. Das potenzielle Bruttoinlandsprodukt ist eine fiktive Größe, die als Produktionspotenzial bezeichnet wird. Als absolute Zahl heißt die Differenz zwischen dem potenziellen und dem tatsächlichen Bruttoinlandsprodukt auch Produktionslücke (englisch output gap):
{\displaystyle {\text{Produktionslücke}}={\text{Produktionspotenzial}}-{\text{Bruttoinlandsprodukt}}}
Der Auslastungsgrad stellt Bruttoinlandsprodukt und Produktionspotenzial gegenüber und gehört wie das Bruttoinlandsprodukt zu den Spätindikatoren, während der Auftragseingang einen Frühindikator darstellt.

## Berechnung
Zur Ermittlung des Auslastungsgrads stellt man das Bruttoinlandsprodukt {\displaystyle BIP} dem fiktiven Produktionspotenzial {\displaystyle PP} gegenüber:
{\displaystyle {\text{Auslastungsgrad}}={\frac {\mathrm {BIP} }{\mathrm {PP} }}\cdot 100\,\%}
Der Auslastungsgrad einer Volkswirtschaft steigt bei konstantem PP, wenn das BIP zunimmt und umgekehrt.

## Unter-, Normal- und Überauslastung
Je nach Definition des Produktionspotenzials ist der Auslastungsgrad {\displaystyle A} nach oben beschränkt durch {\displaystyle 1=100\,\%} oder er nimmt auch Werte über 1 an. Im letzten Fall bedeutet {\displaystyle A>1} eine Überauslastung (Überbeschäftigung), {\displaystyle A=1} eine Vollauslastung (Vollbeschäftigung) und {\displaystyle A<1} eine Unterauslastung (Unterbeschäftigung) der volkswirtschaftlichen Kapazitäten.

## Volkswirtschaftliche Bedeutung
Der Auslastungsgrad ist ein Indikator, mit dem die Konjunkturphasen gemessen werden können. Der Sachverständigenrat zur Begutachtung der gesamtwirtschaftlichen Entwicklung stellte im Jahre 1968 fest: „Konjunkturschwankungen sind Schwankungen im Auslastungsgrad des gesamtwirtschaftlichen Produktionspotenzials.“ Der Auslastungsgrad ist daher eine Messgröße in der Konjunkturdiagnose. Schwankungen des Auslastungsgrades ergeben die Konjunkturzyklen. In einem Aufschwung steigt der Auslastungsgrad stetig an, um in der Hochkonjunktur seinen Wendepunkt zu erreichen. Danach sinkt im Abschwung der Auslastungsgrad und erreicht in einer Rezession seinen Tiefpunkt. Konjunktur und Auslastungsgrad korrelieren also miteinander, weil beispielsweise bei unveränderten Kapazitäten im Aufschwung die Nachfrage nach Gütern und Dienstleistungen zunimmt, wodurch die Unternehmen ihre Produktion erhöhen, was wiederum zu einer verbesserten Auslastung führt. Der höchste Auslastungsgrad während der Hochkonjunktur (englisch Boom) wird Vollbeschäftigung genannt. Volkswirtschaftlich wird die Vollbeschäftigung nicht alleine am Arbeitsmarkt (Produktionsfaktor Arbeit) gemessen, sondern auch durch den Auslastungsgrad von Maschinen (Produktionsfaktor Kapital, Sachkapital).
In einer Volkswirtschaft liegt Vollbeschäftigung vor, wenn ein Auslastungsgrad von über 96 % zu verzeichnen ist. Einen Auslastungsgrad von 100 % kann es theoretisch wegen vorhandener Engpässe nicht geben, da es in einer Marktwirtschaft an der Harmonisierung von interdependenten Kapazitäten mangelt. Besitzt beispielsweise ein Reifenhersteller eine geringere Kapazität als der von ihm allein belieferte Automobilhersteller für dessen Just-in-time-Produktion, so wird die größere Kapazität des Automobilherstellers auf die geringere Kapazität des Reifenherstellers eingeschränkt. Der Automobilhersteller könnte zwar mehr Autos produzieren, für die Mehrproduktion stünden jedoch keine Reifen zur Verfügung. Diese einzelwirtschaftliche Darstellung aggregiert sich auch auf die Volkswirtschaft, sodass der maximale Auslastungsgrad von 100 % wegen bestehender Engpässe nicht erreicht werden kann.
Der Nutzungsgrad der Sachanlagen lag in Deutschland im April 2016 bei 84,5 % und übertraf damit den als normalen Auslastungsgrad geltenden langjährigen Durchschnittswert merklich. Dies deutet darauf hin, dass der kräftige Anstieg der Industrieproduktion im ersten Quartal 2016 zu einem gewissen Teil ein nunmehr höheres Aktivitätsniveau in der Industrie anzeigen könnte. Während der deutsche Maschinenbau im Jahre 2007 mit 92 % die höchste Kapazitätsauslastung erreichte, sank sie 2009 auf einen Tiefstand von 70,7 %, um nachfolgend kontinuierlich auf ein Niveau von über 84 % (2015: 84,5 %) anzusteigen.

## Betriebswirtschaftslehre
Die betriebswirtschaftliche Kennzahl des Auslastungsgrades spielt insbesondere bei Unternehmen mit hohem Fixkostenanteil eine große Rolle. Dazu gehören unter anderem der Automobilbau, Schiffbau oder Transportunternehmen. Letztere unterscheiden die gewichtsmäßige, volumenmäßige (räumliche), zeitliche und entfernungsspezifische Auslastung der Transportmittel. Ihr Auslastungsgrad wird im Frachtgeschäft Ladetonnenkilometer genannt:
{\displaystyle {\text{Ladetonnenkilometer}}={\frac {\text{tatsächliche Ladetonnenkilometer}}{\text{maximal mögliche Ladetonnenkilometer}}}\cdot 100\,\%}.
Je höher der Auslastungsgrad, umso geringer sind die Leerkosten. Es ist deshalb sinnvoll, Leerfahrten zu vermeiden und auch die Rückfahrt auszulasten. Bei volumenintensivem Frachtgut wie Elektronikgeräten wird die gewichtsmäßige Maximalauslastung bei voller Volumennutzung nicht erreicht, so dass es sinnvoller ist, die Größe Volumenkilometer zu wählen.
Die zeitliche Auslastung eines Transportmittels ergibt sich aus dem Verhältnis
{\displaystyle {\text{Zeitliche Auslastung}}={\frac {\text{Ist-Zeit des Transportmittels}}{\text{maximal mögliche Zeitnutzung}}}\cdot 100\,\%}.
Im Luftverkehr unterscheidet man zwischen dem Sitzladefaktor (Passagierluftfahrt) und dem Nutzladefaktor (Luftfracht): 
{\displaystyle {\text{Sitzladefaktor}}={\frac {\text{verkaufte Sitzplatzkilometer}}{\text{angebotene Sitzplatzkilometer}}}\cdot 100\,\%}.
Der Sitzladefaktor sagt einerseits aus, ob die eingesetzte Luftflotte effizient genutzt wird oder ob gar die Kapazitätsgrenzen erreicht werden.
{\displaystyle {\text{Nutzladefaktor}}={\frac {\text{verkaufte Tonnenkilometer}}{\text{angebotene Tonnenkilometer}}}\cdot 100\,\%}.
Sitzladefaktor und Nutzladefaktor werden zum Ladefaktor zusammengefasst. Der Ladefaktor ist abhängig von der Produktivität der Airline, vom eingesetzten Flugzeugtyp (Größe) und dem Tarif-Mix (Anteil der Sondertarife, First Class, Economy Class usw.). Die Ladefaktoren eignen sich für Betriebsvergleiche der Fluggesellschaften untereinander und werden jährlich von der IATA veröffentlicht.